# 莫大小会館
莫大小会館（めりやすかいかん）は、大阪府大阪市福島区福島にあった建築物。株式会社メリヤス会館が所有・管理していた。

## 概要
1926年（大正15年）に設立された大阪輸出莫大小工業組合が、1924年（大正13年）に埋め立てられた曽根崎川の跡地を大阪市より譲り受け、宗兵蔵の宗建築事務所に設計を依頼して、1929年（昭和4年）に組合のビルを建築。1937年（昭和12年）のⅡ期工事で、西側平屋部分に2階と3階を増設。戦後、メリヤス会社の多くが戦災に遭い組合の存続が困難となり、株式会社メリヤス会館を設立して、テナントビルとなる。同社には1946年（昭和21年）8月に所有権が移転した。3度目の増設で、3階部分に4階を増設している。
2012年（平成24年）3月30日には大阪市都市景観資源に登録された。
2022年（令和4年）7月31日をもって閉館となった。同年12月に、大阪市の不動産会社、都市環境開発株式会社が取得した。なお、同社は隣地も同年6月に取得しており、合計で2,985㎡の土地となっている。2023年に解体されて更地になった。今後はマンション建設予定。。

## 交通アクセス
- 京阪中之島線中之島駅より、北に徒歩5分。
- 大阪環状線福島駅より、南西へ徒歩11分。